# Monasterio de Katsji
El monasterio de la Natividad del Salvador de Katsji (en georgiano: კაცხის მაცხოვრის შობის სახელობის მონასტერი), más conocido como monasterio de Katsji (en georgiano: კაცხის მონასტერი) es un monasterio medieval georgiano, ubicado en el pueblo de Katsji cerca de la ciudad de Chiatura, Georgia. Fue construido a instancias de la familia Baguashi en el período de 988-1014. El edificio de la iglesia se caracteriza por su diseño hexagonal y una rica ornamentación. Cerrado por el gobierno soviético en 1924, el monasterio fue reabierto en 1990 y actualmente es operado por la eparquía de Chiatura y Sachjere de la Iglesia ortodoxa de Georgia.

## Historia
El monasterio se encuentra en el distrito medieval de Argveti, parte posterior de Imericia. Fue construido en honor de la Santísima Trinidad a instancias del noble Rati de finales del siglo X, de la casa de los Liparitids (Baguashi), que se estableció en Argveti en 988 después de perder su bastión de Kldekari ante los Bagrationi georgianos. La construcción se completó alrededor del 1010-1014 en el reinado del rey Bagrat III de Georgia, según lo sugerido por una inscripción de tímpano en la entrada suroeste. En los siglos siguientes, Katsji sirvió como abadía familiar y cementerio para los Liparitids. Según las crónicas georgianas, el una vez poderoso Liparit IV fue enterrado allí después de morir en exilio en el Imperio Bizantino.
Después de la caída de la dinastía Liparitid en el siglo XI, el monasterio quedó en el olvido. Resurgió a principios del siglo XVI, cuando fue otorgado por Bagrat III de Imericia al Príncipe Abulaskhar Amireyibi, quien renovó la iglesia y la restauró para uso cristiano como el monasterio del Salvador. Para 1627, Katsji aparece en posesión de la familia principesca de los Abashidze, un miembro de los cuales alcanzó la corona de Imericia como Jorge VI de Imericia desde 1702 a 1707 y fue enterrado en el monasterio al morir en exilio en Tiflis. El monasterio fue cerrado por las autoridades soviéticas en 1924 y volvió a funcionar en 1990.
También fue un vibrante centro de la cultura cristiana. Los iconos y manuscritos medievales que se conservaban en Katsji son preservados en museos de Tiflis.

## Arquitectura

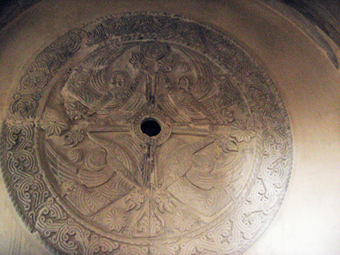
La exaltación de la Santa Cruz, relieve de Katsji

El monasterio de Katsji es un edificio octogonal de diseño más complejo que otros monumentos poligonales georgianos similares, como Gogiuba, Kiagmis-alty, Oltisi y Bochorma. El exterior de la iglesia presenta tres niveles cilíndricos que se reducen gradualmente formados por la galería facetada, el cuerpo principal de la iglesia y el tambor de la cúpula.
Los seis ábsides están inscritos en el poliedro exterior y rodeados por una girola desde todos los lados. Una inscripción en la girola menciona a cierta "Tsjovreba, hija de Ioann, Duque de Duques". El ábside del altar, sobresale prominentemente debido a su gran bema. El tambor de la cúpula también es facetado. Cada faceta del cuerpo principal de la iglesia, así como de la cúpula y la galería, terminan en un frontón con tres líneas de cornisas poligonales.
El edificio estaba ricamente adornado, pero la decoración de dos niveles superiores se perdió en el proceso de restauración de 1854. Destaca una gran composición en relieve del vestíbulo sur de la galería, la Exaltación de la Santa Cruz, con una cruz apoyada por cuatro ángeles.
La iglesia está rodeada por un muro pentagonal, que contiene un campanario independiente en la esquina este. Estas estructuras son adiciones posteriores, probablemente del siglo XVII o XVIII.